# Комсомольский проспект (Донецк)
Комсомольский проспект — одна из улиц города Донецка. Расположена между улицей Розы Люксембург и улицей Набережной.

## История
Улица названа в честь комсомольцев.

## Описание
Комсомольский проспект находится в Ворошиловском районе. Начинается от улицы Розы Люксембург и кончается у улицы Набережной.  Простирается с востока на запад . Длина улицы около 1,5 км.

## Известные здания
- Музей связи, д.22.
- Кафе "Сепар", д.17а.